# Hemidactylus gujaratensis
Hemidactylus gujaratensis là một loài thằn lằn trong họ Gekkonidae. Loài này được Giri, Bauer, Vyas & Patil mô tả khoa học đầu tiên năm 2009.